# Patrizianella grandis
Patrizianella grandis is een mosselkreeftjessoort uit de familie van de Trachyleberididae. De wetenschappelijke naam van de soort werd als Patrizia grandis in 1993 gepubliceerd door Jellinek.